# Эффективность рекламных коммуникаций
Эффективность рекламных коммуникаций   -  это степень воздействия рекламных средств на потребителей в интересах производителя или посредника.

## Измерение эффективности рекламной кампании
Оценка эффективности – является завершающей стадией всего процесса проведения рекламной кампании. Рекламодатели производят оценку проведенных кампаний, даже если показатели по продажам указывают на то, что реклама «сработала». Цель оценки заключается в получении подтверждения того, что изменения в продажах связаны именно с проведенной кампанией, а не продиктованы упущениями со стороны конкурентов или общими экономическими условиями; вторичная цель - составление прогнозов относительно влияния рекламы на будущие продажи.
Понятия эффективности рекламных затрат в терминах медиа-планирования (количество фактически набранных GRP и т.д.) и эффективности рекламной кампании в плане восприятия потребителями далеко не тождественны.

### Метод опроса в исследовании эффективности рекламы
Метод опроса часто применяется в исследовании эффективности рекламных коммуникаций. Целевую группу опроса представляют потребители рекламировавшейся товарной категории. Исходя из целей рекламной кампании, возможны и другие ограничения (к примеру, возраст респондента, частота потребления категории, доход и т.д.).
Исследования эффективности рекламной кампании (Advertising Effectiveness Study) по методам проведения опроса делятся на:

#### Личные интервью
Среди достоинств этого метода можно перечислить следующие:
- возможность проведения достаточно длительного интервью (до 30 - 40 мин);
- возможность показывать респонденту списки марок (часто - цветные распечатки логотипов марок);
- возможность показывать распечатанные кадры из ролика;
- возможность использовать достаточно большое количество оценочных высказываний (которые тяжело воспринимаются по телефону).

Также у этого метода есть целый ряд недостатков:
- необходимость больших денежных затрат по сравнению с телефонным опросом;
- личное интервью требует больше времени на осуществление, чем телефонный опрос.

#### Телефонные интервью с использованием системы CATI
Основной недостаток этого метода заключается в том, что проведение телефонных опросов возможно по факту лишь в крупных городах, где уровень телефонизации достаточно высок. Кроме того, при телефонном опросе невозможно показать упаковку товара, хотя, очевидно, что часть потребителей может запоминать именно изображение упаковки, а не название. С другой стороны, достоинств у этого метода явно больше, чем недостатков:
- система CATI позволяет случайным образом отобрать номера из базы данных;
- супервайзер может контролировать ход проведения интервью;
- возможность уменьшить время полевых работ за счет исключения этапа ввода данных;
- возможность сократить финансовые затраты на проведение исследования.

### Показатели эффективности рекламных коммуникаций
В ходе измерения эффективности рекламной кампании производится комплексный анализ определенных показателей, на основе которого и делаются выводы. Ниже приведены названия этих показателей на русском и английском языках:
- Спонтанное знание марок (первая названная и общее спонтанное знание марок) - Spontaneous brand awareness (Top-of-mind and total spontaneous awareness)
- Спонтанное вспоминание рекламы в категории - Spontaneous advertising awareness
- Знание марки по подсказке/по списку (респонденту зачитывают или показывают список марок и просят назвать те, которые он знает) - Prompted brand awareness (by list or photo)
- Знание рекламы по списку - Prompted advertising awareness
- Вспоминание деталей рекламы  - Advertising details recall
- Узнавание рекламы по кадрам из ролика (для телевизионной рекламы и личных интервью) - Recognition of TVC (TV commercial) by stills
- Вспоминание рекламного слогана - Slogan recall
- Насколько понравилась реклама - Advertising likeability

Исследования эффективности рекламной кампании различаются по количеству проводимых замеров/волн:
- один замер после окончания рекламной кампании - допускается в случае запуска новой марки (знание марки равно нулю до начала кампании);
- два замера (две волны):
  - «нулевой» замер - до начала проведения рекламной кампании,
  - второй - после проведения рекламной кампании;
- непрерывные трекинговые (Tracking) исследования - проводятся рекламодателями, которые осуществляют широкомасштабные рекламные кампании на постоянной основе.

Пример. Вместо одного опроса 600 человек раз в квартал можно опрашивать 50 респондентов в неделю. Погрешность результатов одной группы высока, однако накопленная выборка составляет 200 интервью в месяц. Поэтому результаты таких исследований анализируют по методу скользящих средних: первое значение определяется по данным опросов за 1 - 4 неделю, второе - за 2 - 5 неделю и т.д. Подобный принцип исследования позволяет строить тренды и совмещать данные о динамике знания марок и рекламы с данными о рекламной активности (Reach, GRP и т.д.).